# Trinidad și Tobago
Trinidad și Tobago (sau  Trinidad-Tobago)  (în engleză Trinidad and Tobago, ), oficial denumită Republica Trinidad și Tobago (în engleză Republic of Trinidad and Tobago), este o țară insulară formată din două insule principale, Trinidad și Tobago, și din numeroase insule mai mici, situate la 11 km de coasta nordică a Americii de Sud (Venezuela), în Marea Caraibelor și la 130 de kilometri sud de Grenada, făcând parte din Antilele Mici. Are granițe maritime cu Barbados la nord-este, cu Grenada la nord-vest, cu Guyana la sud-est și cu Venezuela la sud și la vest. Majoritatea populației este concentrată în insula Trinidad. Insula Tobago este mult mai mică, având aproximativ 6% din suprafața țării și 4% din populație. Economia se bazează în principal pe industria petrolului. Un eveniment important în viața insulelor este carnavalul care se ține anual și care atrage turiști din toată lumea.
Insula Trinidad a fost locuită timp de secole de către popoare native amerindiene, înainte de a deveni o colonie în cadrul Imperiului Spaniol, după sosirea lui Cristofor Columb în 1498. Guvernatorul spaniol Don José María Chacón a predat insula unei flote britanice aflată sub comanda lui Sir Ralph Abercromby în 1797. În aceeași perioadă, insula Tobago a fost transferată către coloniștii spanioli, britanici, francezi, olandezi și curlandezi de mai multe ori decât oricare altă insulă din Caraibe. Trinidad și Tobago au fost cedate britanicilor în 1802 ca urmare a Tratatului de la Amiens și au fost unificate în 1889. Trinidad și Tobago și-au obținut independența în 1962, devenind republica în 1976.
Trinidad și Tobago are al treilea cel mai mare PIB pe cap de locuitor bazat pe paritatea puterii de cumpărare (PPP) din America, după Statele Unite și Canada. Este recunoscută de Banca Mondială ca o economie cu venituri mari. Spre deosebire de majoritatea națiunilor și teritoriilor din Caraibe, care se bazează foarte mult pe turism, economia din Trinidad este în primul rând industrială, cu accent pe petrol și petrochimie; o mare parte din bogăția națiunii este derivată din rezervele sale mari de petrol și gaze naturale.
Trinidad și Tobago este bine cunoscută pentru culturile sale africane și indiene, reflectate în timpul marilor sărbători: Carnavalul și Dīpāvali, fiind recunoscută și ca fiind locul de naștere al steelpan, limbo și al stilurilor de muzică precum calypso, soca, rapso, parang, chutney și chutney soca.

## Geografie

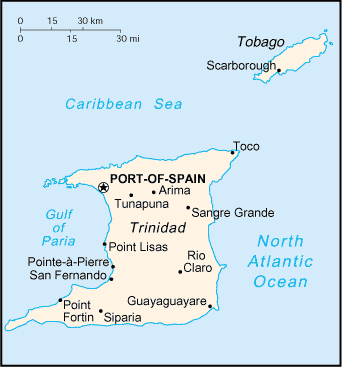
Hartă a Republicii Trinidad și Tobago

Topografia Republicii Trinidad și Tobago

Trinidad și Tobago este situat între 10° 2' și 11° 12' latitudine nordică și 60° 30' și 61°56' longitudine vestică, având Marea Caraibelor la nord, Oceanul Atlantic la est și sud și Golful  Paria la vest. Este situată în extremitatea sud-estică a regiunii Caraibelor, insula Trinidad fiind la doar 11 kilometri distanță de coasta Venezuelei, aflată în America de Sud continentală, dincolo de Canalul Columb. Cu o suprafață de 5.128 km², țara este formată din două insule principale, Trinidad și Tobago, separate printr-o strâmtoare de 30 de kilometri, plus un număr de insule mult mai mici, inclusiv Chacachacare, Monos, Huevos, Gaspar Grande (sau Gasparee), Little Tobago și Insula Saint Giles.
Trinidad are o suprafață de 4.768 km² (adică 93,0% din suprafața totală a țării), cu o lungime medie de 80 de kilometri și o lățime medie de 59 de kilometri. Tobago are o suprafață de aproximativ 300 km², sau 5,8% din suprafața țării; are 41 de kilometri lungime și 12 kilometri în cel mai lat punct. Trinidad și Tobago se găsesc pe fâșia continentală a Americii de Sud și sunt considerate, astfel, din punct de vedere geologic ca făcând parte în întregime din America de Sud.
Terenul insulelor este un amestec de munți și câmpii. Pe Trinidad, Lanțul Nordic se desfășoară paralel cu coasta de nord și include cel mai înalt vârf al țării (El Cerro del Aripo), care are o altitudine de 940 de metri deasupra nivelului mării și al doilea cel mai înalt vârf (El Tucuche, aflat la o altitudine de 936 de metri). Restul insulei este, în general, mai plat, cu excepția Dealurilor Centrale și a Dealurilor Montserrat din centrul insulei și a Lanțului Sudic și a Dealurilor Trinity în sud. Coasta de est este remarcată pentru plajele sale, în special pentru plaja Manzanilla. Insula conține câteva zone mari de mlaștină, precum mlaștina Caroni și mlaștina Nariva. Principalele întinderi de apă din Trinidad includ lacul de acumulare Hollis, lacul de acumulare Navet, lacul de acumulare Caroni. Trinidad este format dintr-o varietate de tipuri de sol, majoritatea fiind nisipuri fine și argilă. Văile aluviale din zona de Nord și solurile Coridorului Est-Vest sunt cele mai fertile. Trinidad este remarcabilă și pentru faptul că include Lacul Pitch, cel mai mare rezervor natural de asfalt din lume. Tobago include o câmpie plată în sud-vestul său, jumătatea estică a insulei fiind mai muntoasă, culminând cu Pigeon Peak, cel mai înalt punct al insulei aflat la 550 de metri altitudine. Tobago are mai multe recifuri de corali în largul coastei sale.
Majoritatea populației își are reședința pe insula Trinidad, aceasta fiind insula unde sunt cele mai mari orașe. Există patru municipalități majore în Trinidad: capitala Port of Spain, San Fernando, Arima și Chaguanas. Orașul principal de pe Tobago este Scarborough.

## Cultura
Personalități originare din Trinidad și Tobago:
- Sonique

- Nicki Minaj